# Thời đại độc lập (phim)
Thời đại độc lập (tiếng Trung: 獨立時代; bính âm: Dúlì Shídài) là một bộ phim hài châm biếm Đài Loan năm 1994 do Dương Đức Xương đạo diễn. Phim lọt vào hạng mục tranh giải chính thức Cành cọ vàng tại liên hoan phim Cannes lần thứ 47.

## Cốt truyện
Bối cảnh phim diễn ra tại thành phố Đài Bắc thời kỳ đương đại, kể về một nhóm nam nữ xuất thân từ những gia đình khá giả phải đối đầu với cuộc sống hàng ngày đầy điên cuồng tại khu đô thị lớn.

## Diễn viên
| Diễn viên      | Vai         |
| -------------- | ----------- |
| Trần Tương kỳ  | Kỳ Kỳ       |
| Nghê Thục Quân | Molly       |
| Vương Duy Minh | Tiểu Minh   |
| Đặng An Ninh   | Larry       |
| Vương Vách Sâm | A Khâm      |
| Lý Cần         | Tiểu Phượng |

## Giải thưởng
| Giải thưởng                      | Hạng mục                          | Trao cho                                              | Kết quả   |
| -------------------------------- | --------------------------------- | ----------------------------------------------------- | --------- |
| Liên hoan phim Cannes lần thứ 47 | Cành cọ vàng                      | Thời đại độc lập                                      | Đề cử     |
| Giải Kim Mã lần thứ 31           | Phim xuất sắc nhất                | Thời đại độc lập                                      | Đề cử     |
| Giải Kim Mã lần thứ 31           | Đạo diễn xuất sắc nhất            | Dương Đức Xương                                       | Đề cử     |
| Giải Kim Mã lần thứ 31           | Nữ diễn viên chính xuất sắc nhất  | Nghê Thục Quân                                        | Đề cử     |
| Giải Kim Mã lần thứ 31           | Nam diễn viên phụ xuất sắc nhất   | Vương Bách Sâm                                        | Đoạt giải |
| Giải Kim Mã lần thứ 31           | Nữ diễn viên phụ xuất sắc nhất    | Kim Yến Linh                                          | Đoạt giải |
| Giải Kim Mã lần thứ 31           | Kịch bản gốc xuất sắc nhất        | Dương Đức Xương                                       | Đoạt giải |
| Giải Kim Mã lần thứ 31           | Quay phim xuất sắc nhất           | Hoàng Nhạc Thái, Trương Triển, Lý Long Vũ, Hồng Vũ Tú | Đề cử     |
| Giải Kim Mã lần thứ 31           | Thiết kế nghệ thuật xuất sắc nhất | Dương Đức Xương, Quan Truyện Ung , Diêu Thụy Trung    | Đề cử     |
| Giải Kim Mã lần thứ 31           | Tạo hình thiết k xuất sắc nhất    | Dương Đức Xương,Thái Cầm                              | Đề cử     |
| Giải Kim Mã lần thứ 31           | Biên tập phim xuất sắc nhất       | Trần Bác Văn                                          | Đề cử     |
| Giải Kim Mã lần thứ 31           | Âm thanh xuất sắc nhất            | Đỗ Đốc Chi                                            | Đề cử     |
| Giải Kim Mã lần thứ 31           | Nhạc Phim Gốc xuất sắc nhất       | Lý Đạt Đào                                            | Đề cử     |